# Abraham Uhlfelder
Abraham Uhlfelder (* etwa 1748 in Markt Uehlfeld; † 1813 in München) war bayerischer Hoffaktor und Vorsteher der jüdischen Gemeinde Münchens. Neben David Friedländer in Berlin leistete er in München für die Emanzipation der Juden  repräsentativ die wichtigste Vorarbeit.

## Leben und Wirken
Aus dem Markt Uehlfeld stammend, einem mittelfränkischen Ort mit überdurchschnittlich hohem jüdischen Bevölkerungsanteil, kam der Goldschmied Abraham Uhlfelder in den 1770er Jahren aus Mergentheim nach München. Auf der Grundlage eines Schutzjudenpatents wurde er Hoffaktor des bayerischen Kurfürsten Karl Theodor. Um das Jahr 1800 hatte Uhlfelder eine eigene Bank- und Handelsfirma in München, die auch größere Geldgeschäfte besorgte. „Er galt als ein Charakter, dem die Gerichte ein unparteiliches Zeugnis seiner Rechtschaffenheit, friedfertigen Betragens und Emsigkeit in Erhaltung der Ordnung bei sämtlicher Judenschaft gaben. Gleiches Ansehen fand er bei seinen Glaubensgenossen, deren Angelegenheiten er durch viele Jahre autokratisch, energisch, zielbewußt und derbpraktisch leitete.“
1797 hatte er versucht, die Rechtsverhältnisse der Juden in München aktiv mitzugestalten, indem er beantragte, zum Oberhoffaktor ernannt zu werden, um als offizieller Ansprechpartner den Missbrauch mit Patenten abzustellen und für eine bessere Regelung anfallender Probleme zu sorgen. Doch zeigten die kurfürstlichen Behörden keinerlei Interesse an einer grundsätzlichen Regelung. Zunächst in Zusammenarbeit mit dem hochbetagten Abraham Wolf Wertheimer, dann in dessen Nachfolge war Abraham Uhlfelder in eine führende Rolle in der jüdischen Gemeinde Münchens hineingewachsen.
1799 trat Kurfürst Maximilian IV. Joseph aus der wittelsbachischen Nebenlinie Pfalz-Zweibrücken-Birkenfeld die Nachfolge Karl Theodors an. Er erklärte alle von diesem ausgestellten Hoffaktorspatente für erloschen. Seine Position gegenüber den Juden  – damals 254 in München, 0,7 % der Bevölkerung von etwa 36.000 –  war schwankend. Neue Patente wurden zunächst nicht ausgestellt; aber die bisherigen Hoffaktoren  – darunter Abraham Uhlfelder –  blieben im Amt, da sie unentbehrlich waren, indem sie mit Krediten die äußerst bedrohliche Staatsliquidität aufrechterhielten sowie die Armee mit Uniformen, die Kavallerie mit Futter und die Hofgesellschaft mit Luxusartikeln versorgten.
Mit anderen angesehenen Juden vertrat Abraham Uhlfelder ihre Interessen gegenüber den Behörden. 1802 unterzeichneten Uhlfelder und Wertheimer die Anstellungsbescheinigung für den Rabbiner Hessekiel Hessel aus Sulzbürg. 1805 wurde Abraham Uhlfelder zum Vorsteher der jüdischen Gemeinde Münchens gewählt. 1806 wurde aus dem Bedürfnis, dem traditionellen religiösen Leben eine breitere Basis und zugleich eine Organisationsform zu schaffen, die „Chewra Talmud Tora“ gegründet.
Ein 1805 veröffentlichtes „Regulativ über die hiesige Judenschaft“ setzte auf Emanzipation nur unter dem Vorbehalt der „Besserung“, was bedeutete, dass die Emanzipation in die Hände von Bürokraten gelegt wurde. Den ständigen Aufenthalt garantierte nur die Aufnahme in die neu zu erstellende Matrikel, wobei die zugeteilte Nummer auf jeweils nur ein Kind übertragen werden konnte. Der Zutritt in die zünftischen Gewerbe blieb Juden verwehrt. Erlaubt waren ihnen jetzt immerhin Ansiedlung im ganzen Stadtgebiet und Religionsausübung. 70 jüdische Familien erhielten Bleiberecht; 37 Familien mussten München verlassen. Außerhalb der staatlichen Judengesetzgebung stand die kleine Schicht von Bankiers und Großhändlern, die durch Geschäftstätigkeit und Finanzanleihen ihre Nützlichkeit für den bayerischen Staat bewiesen hatten; sie bewegten sich ganz selbstverständlich innerhalb des Hofes und der höheren Beamtenschaft.
Eine Aufforderung der Münchner Polizeidirektion, die jüdische Gemeinde solle eigene Schulen errichten, lehnte Uhlfelder als Gemeindevorsteher mit der Begründung ab, er könne den Mitgliedern nicht vorschreiben, in welche Schule sie ihre Kinder schickten; vermögende jüdische Eltern stellten für ihre Kinder Hauslehrer ein. 1804 wurde den Juden der Eintritt in die höheren und niederen Lehranstalten der christlichen Konfessionen gestattet. 1811 trat Julius Jolson-Uhlfelder, Abraham Uhlfelders ältester Enkel, der im Haus des Großvaters aufgewachsen war, in das Wilhelmsgymnasium ein und dürfte damit zu den ersten jüdischen Gymnasiasten Bayerns gehört haben. Im März 1810 hatte der Lokalschulkommissär Weichselbaumer beanstandet, dass von 39 schulfähigen Kindern nur 10 die deutschen Stadtschulen besuchten. Uhlfelder legte ihm in einer Eingabe vom 10. April 1810 seinen Standpunkt dar, dass die Motivation dafür fehle, weil es den Juden verwehrt blieb, „zu öffentlichen Aemtern zu gelangen und in die Reihe der Staats Diener zu treten“. Es erfolgte zum 31. Dezember 1810 die allerhöchste Weisung, alle schulfähigen und -pflichtigen Judenkinder vom 6. bis 12. Lebensjahr in die christlichen Volksschulen zu schicken.
Der Vorstand der israelitischen Kultusgemeinde Münchens war der erste im Königreich Bayern, der sich ohne Vorbehalt auf den Boden der neuen Zeit stellte und die noch in den Ministerien schwebenden Verhandlungen und Beratungen zu beeinflussen versuchte durch eine von Abraham Uhlfelder als Vorsteher sowie vier Deputierten unterzeichnete „zur allerhöchsten Stelle gerichtete Immediateingabe“ vom 8. April 1812. Nach den üblichen schmeichlerischen Einleitungsfloskeln wagten sie, den König „um die Emanzipation unserer Glaubensgenossen im ganzen Königreiche allerunterthänigst anzuflehen und um den Genuss der staatsbürgerlichen Rechte allerdevotest zu bitten, indem wir zugleich die treueste und heiligste Erfüllung aller staatsbürgerlichen Pflichten ohne Ausnahme geloben.“ Dann folgt die rhetorische Frage: „Ob die Juden in Rücksicht ihrer Religion des Genusses der Bürgerrechte fähig und würdig sind?“ Weiter heißt es, diese Frage sei theoretisch und auch praktisch „affirmativ beantwortet“ durch die erfolgreiche Judenemanzipation in Napoleons Kaiserreich und einer ganzen Reihe deutscher Staaten. „Und in Baiern sollten wir zurückstehen? ... Nicht möglich! Die Constitution und mehrere frühere und spätere Gesetze und organische Edicte sprechen zu bestimmt vollkommene Religions- und Gewissensfreyheit aus, als dass wir von dieser Seite etwas zu befürchten hätten.“
1813 erließ Minister Montgelas das sogenannte Bayerische Judenedikt, das jedoch für die Betroffenen eine Enttäuschung war. Grundmotiv der Judenpolitik blieb Beschränkung und Kontrolle der jüdischen Niederlassung durch Polizei und Behörden. Von nun an waren die Juden in Bayern verpflichtet, unveränderliche Familiennamen anzunehmen.
Das Edikt von 1813 beseitigte die Autonomierechte der jüdischen Gemeinden in Bayern und unterstellte das Amt des Rabbiners staatlicher Bestätigung und Aufsicht. Mit der Formierung der Kultusgemeinde 1815 erhielten die Münchner Juden erstmals eine öffentlich-rechtlich geregelte und staatlich garantierte Organisationsform.
Bis Ende 1815 erhielten von den etwa 100 jüdischen Haushaltsvorständen in München nur 61 eine dauernde Aufenthaltsgenehmigung; damit war das Verfahren zur Festlegung der „auf eine Matrikel-Nummer ansaessigen Israeliten“ abgeschlossen. Zusätzlich wurde 18 auswärtigen Juden eine – jährlich neu zu beantragende – Aufenthaltsgenehmigung erteilt. Als 1817 die in München immatrikulierten Juden erneut um die Verleihung der staatsbürgerlichen Rechte baten, wurden sie jedoch ab- und auf ihren „groben Irrthum“ hingewiesen.
Abraham Uhlfelder war bis zu seinem Tod 1813 „ein frommer Jude geblieben, der treu ohne ein Jota zu lassen, zu dem Glauben seiner Väter stand. Seinen Enkel Julius hat er in seinem Haus streng gläubig erzogen, und daß der große Systematiker der konservativen Weltanschauung preußisch-protestantischer Prägung aus seinem Hause hervorging,“ sei kein Paradox der Weltgeschichte, sondern hinge „mit dem streng autoritativen, antiliberalen Prinzip zusammen, das dem thoratreuen Judentum“ eigen gewesen sei, schrieb am 11. November 1933 die Bayerische Israelitische Gemeindezeitung.

## Nachkommen
1813 war Abraham Uhlfelder gestorben. Auf Antrag seiner 67-jährigen Witwe wurde 1815 ihr Schutzpatent auf den Schwiegersohn übertragen und dieser unter dem Namen Valentin Golson in die Matrikel und den Verband der Großhändler aufgenommen. Golson hatte mit seiner Frau Barbara acht Kinder, von denen der Älteste am 6. November 1819 zum lutherischen Protestantismus konvertierte und den Namen Friedrich Julius Stahl annahm. Die Eltern samt den übrigen sieben Geschwistern nahmen dann bei der Taufe am 6. März 1824 ebenfalls den Familiennamen Stahl an sowie zusätzlich die Vornamen ihrer Taufpaten: Uhlfelders Tochter nannte sich von nun an Barbara Helene Stahl, ihr Mann Valentin Heinrich, die Söhne: Theodor Ludwig (1810–1834), der Otto von Wittelsbach nach Griechenland begleitete und dort starb, Carl Friedrich, der Arzt und dann Psychiater wurde, Friedrich Wilhelm, später Professor für Nationalökonomie und Mitglied der Frankfurter Nationalversammlung (1848/49) und des Gothaer Nachparlaments (1849) sowie der Silberschmied und Maler Albert Alexander Stahl (1815–1885). Die Tochter Johanna Charlotte Amalie (1808–1841) heiratete 1838 den Erlanger Buchhändler Bläsing und Josephine Friederieke (1813–1882) ehelichte den Nürnberger, dann Nördlinger Antiquar Thoma. Caroline Eleonore Stahl (1817–1875) blieb unverheiratet und führte dem ältesten Bruder Julius den Haushalt.
Maier Uhlfelder, ein Neffe und Adoptivsohn Abraham Uhlfelders, ließ sich 1816 im Vorort Mittersendling katholisch taufen und nahm den Namen Martin Karl Kraft an. 1832 wurde er  – als Bankier und Sachsen-Weimarischer Konsul –  in München von König Ludwig I. in den erblichen Adelsstand erhoben.
Abraham Uhlfelder hatte wohl nur zwei Töchter und keine Nachkommen mit seinem Familiennamen, die der jüdischen Religion treu geblieben wären. Zwar wird 1841 unter den Mitgliedern des 1838 gegründeten geselligen Vereins „Gesellschaft Concordia“ in München ein Großhändler namens David Uhlfelder genannt, und 1878 eröffnete Heinrich Uhlfelder im Rosental ein Geschäft für Haushalts- und Galanteriewaren, das sich zu einem großen Kaufhaus entwickelte; sein Sohn Max musste es 1938 verkaufen und ging ins Exil. Jedoch  gab es den Namen Uhlfelder noch häufiger, vor allem in Mittelfranken, und 44 Träger dieses Namens sind im Verzeichnis von Yad Vashem als Opfer der Shoah genannt.